# Eparchia di Ržev

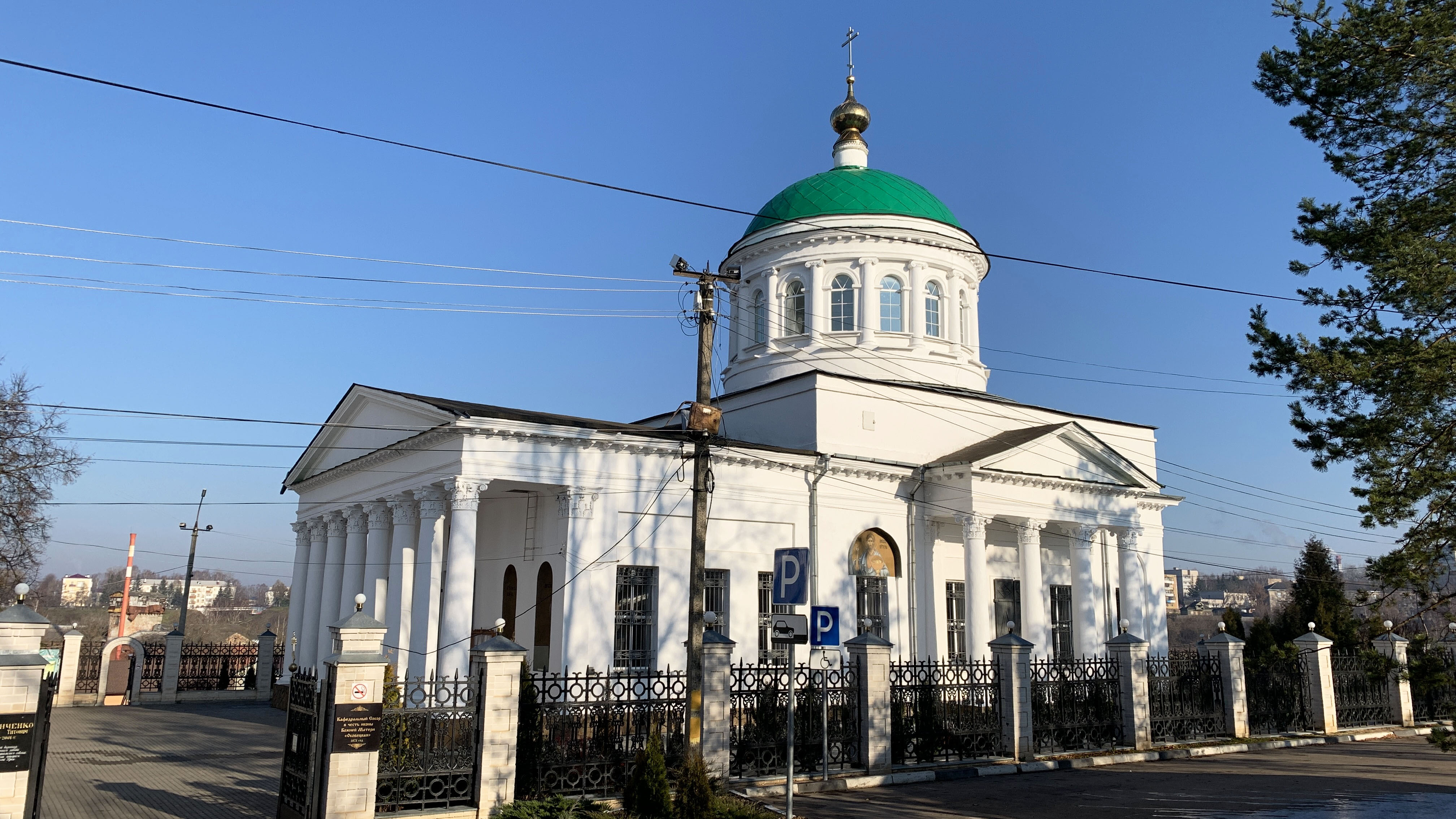
La cattedrale della Madre di Dio di Ržev.

L'eparchia di Ržev (in russo Ржевская епархия?) è una diocesi della Chiesa ortodossa russa, appartenente alla metropolia di Tver'.

## Territorio
L'eparchia comprende parte dell'oblast' di Tver' nel Circondario federale centrale.
Sede eparchiale è la città di Ržev, dove si trova la cattedrale della Madre di Dio.
L'eparca ha il titolo ufficiale di «eparca di Ržev e Toropec».

## Storia
L'eparchia è stata eretta dal Santo Sinodo della Chiesa ortodossa russa il 27-28 dicembre 2011, ricavandone il territorio dall'eparchia di Tver'.